# Joseph Sébastien della Faille d'Assenede
Joseph Sébastien Ghislain della Faille d'Assenede (Gent, 20 januari 1756 – aldaar, 7 november 1830) was burgemeester van Gent en lid van de Tweede Kamer.

## Familie
Binnen het geheel van de familie Della Faille was hij een afstammeling van de enige familietak die was voortgesproten uit Pieter della Faille de Oude (1516-1581). Hij was de zoon van graaf Emmanuel Jean Joseph della Faille d'Assenede (1728-1808) en Sabine Jacqueline de Ghellinck (1735-1782).
In 1780 trouwde hij met Marie-Colette d'Hane (1761-1823) (huwelijkscontract 28 maart 1780). Ze kregen tien kinderen, van wie er verschillende zeer vroeg stierven, de meeste een zwakke gezondheid hadden en slechts een paar trouwden, maar zonder nageslacht bleven. Hiermee stierf deze familietak uit, in 1846 wat betreft de mannelijke en in 1864 wat betreft de vrouwelijke nakomelingen.
Della Faille was een goede tekenaar. Hij was ook actief in de bloementeelt en enkele van zijn creaties werden bekroond op Gentse tuinbouwtentoonstellingen.
Hij was een oom van Constant de Kerchove de Denterghem (1790-1865), die tussen 1841 en 1852 burgemeester van Gent was.

## Levensloop
Onder het ancien régime begon hij openbare functies uit te oefenen. Tijdens de revolutiejaren zat hij enkele maanden in een Parijse gevangenis, maar kwam zonder te veel schade weer vrij. Hij was burgemeester van Gent van 1804 tot 1808 en nam ontslag toen hij lid werd van het Corps Législatif, een assemblee waar hij tot in 1814 in zetelde. In 1805-1808 was hij ook voorzitter van de Commissie van de Armenzorg en van de Burgerlijke Godshuizen. Het is in die hoedanigheid dat hij er, samen met de prefect Guillaume Faipoult en met de bisschop Etienne Fallot de Beaumont, voor zorgde dat kanunnik Petrus Jozef Triest naar Gent kwam om er de belangrijke rol aan te vatten die de zijne zou zijn.
Vanaf 1813 stelde della Faille zich kritisch op ten aanzien van Napoleon.
In 1814 werd hij door de voorlopige regering die de geallieerden hadden opgericht, benoemd tot hoofd van de stadswacht die orde en rust moest verzekeren in Gent. Hij werd in het Verenigd Koninkrijk der Nederlanden lid van de Provinciale Staten van Oost-Vlaanderen (1816-1822) en lid van de Eerste Kamer der Staten-Generaal (1822-1823).
Hij was erekamerheer van koning Willem I. In 1816 werd hij bevestigd in de adelstand en opgenomen in de ridderschap van Oost-Vlaanderen, met de titel van graaf, overdraagbaar bij eerstgeboorte.

## Sociaal leven
- Della Faille was zeer waarschijnlijk lid van de Gentse vrijmetselaarsloge La Bienfaisante, hoewel het ook zijn vader kan geweest zijn. Joseph-Sébastien was eenentwintig in 1771. Hij kan het dus wel geweest zijn die in 1776 vrijmetselaar werd.
- Van 1807 tot 1816 was hij 'euverdeken' van de Sint-Antoniusgilde van busschieters, waar hij in 1808 werd uitgeroepen tot 'de behendigste busschieter van Gent'.
- Vanaf 1801 werd hij president van de Kunstacademie van Gent.